# Karmelenberg
De Karmelenberg is een slakkenkegel op de zuidoostelijke rand van het vulkaangebied in de Oost-Eifel tussen Bassenheim en Ochtendung in de Duitse deelstaat Rijnland-Palts. De beboste berg ontstond door vulkanische activiteit en verheft zich met een hoogte van 372 meter boven de zeespiegel circa 170 meter boven de Pellenz.
De als Station 21 gemarkeerde Karmelenberg werd in het kader van het Vulkanpark toegankelijk gemaakt voor het toerisme. Verschillende borden informeren over de vulkanische geschiedenis en de op de top van de vulkaan bevindende Mariakapel. De huidige naam Karmelenberg heeft betrekking op de berg Karmel in het noordwesten van Israël.
De hele vulkaan is beschermd natuurgebied.

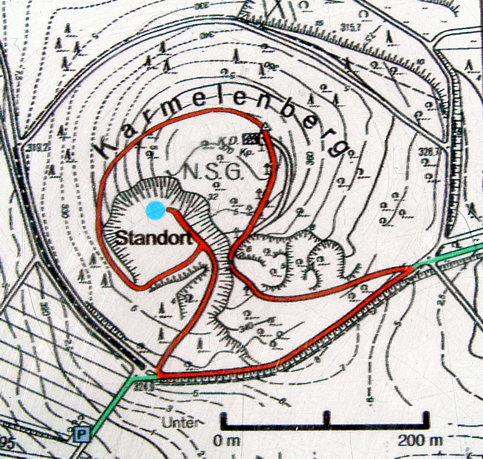
Kaart van de Karmelenberg met wandelwegen

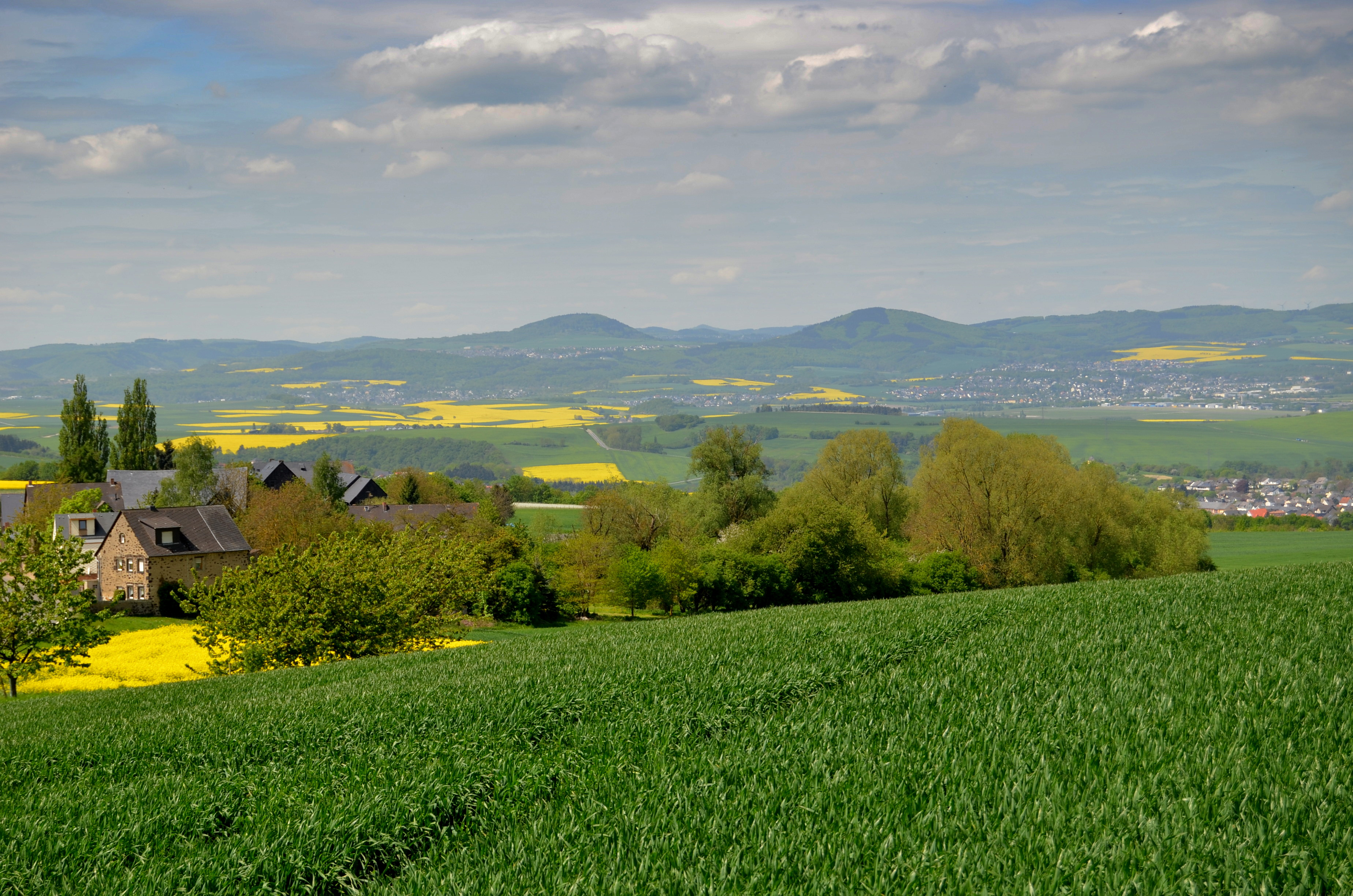
Zicht over de Pellenz vanaf de Karmelenberg

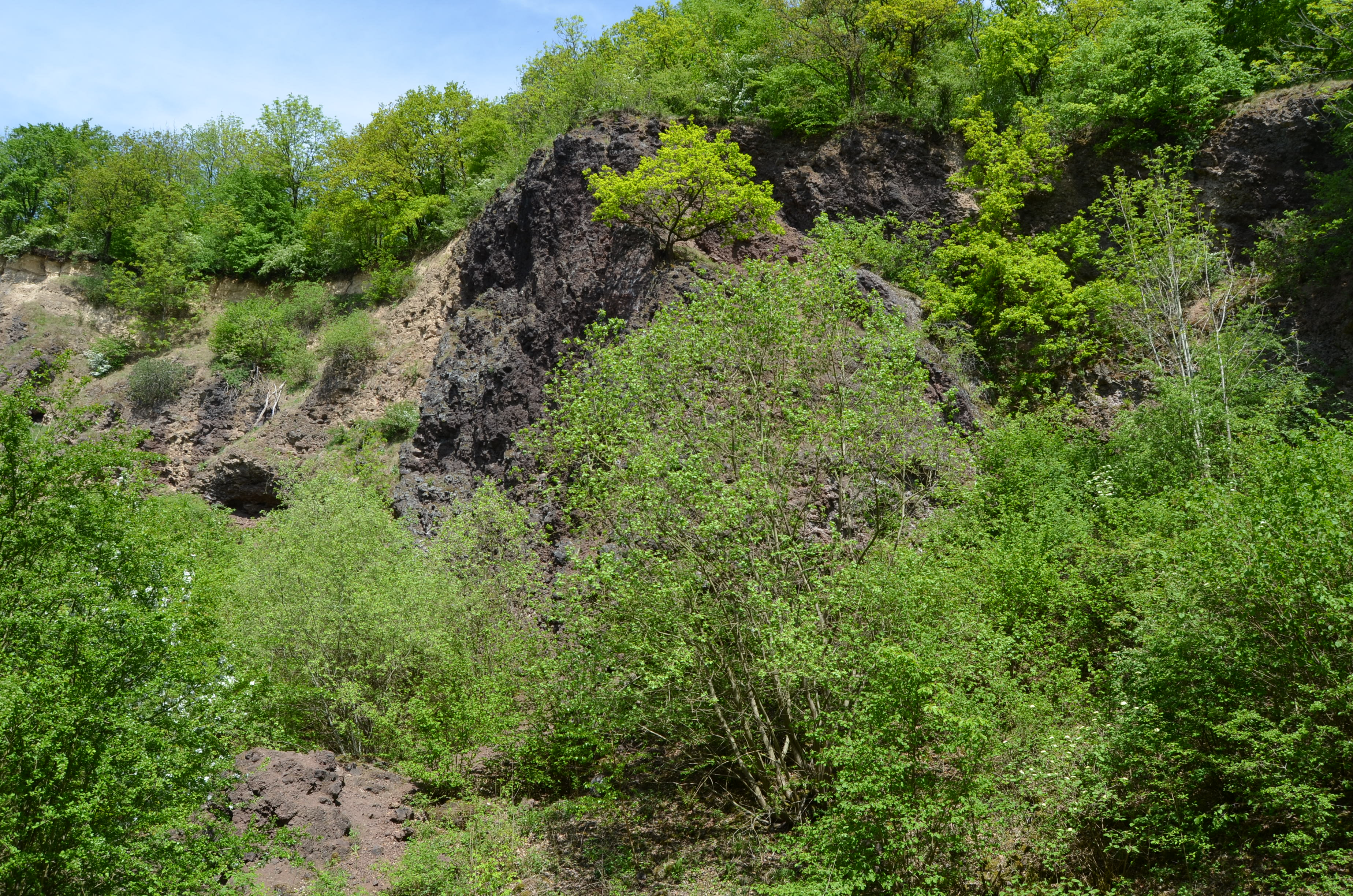
Geologische ontsluiting

## Locatie
De Karmelenberg behoort tot de gemeente Bassenheim en ligt in de nabijheid van de A 48, afslag Ochtendung. Vanuit Bassenheim is de Karmelenberg via een 1,5 kilometer lange laan, via Ochtendung of via de L 52 Koblenz-Polch.

## Geologie
De slakkenkegel van de Karmelenberg maakt deel uit van een groep vulkanen met 10 locaties van uitbarstingen, die 350.000 tot 300.000 jaar geleden actief was. De naburige Schweinskopf werd gebruikt als groeve en vrijwel geheel afgegraven, van de zogenaamde Oberholzgroep is helemaal niets meer te herkennen. De Karmelenberg ligt gedeeltelijk op de breuklijn van het Neuwieder Becken, een tussen de steden Koblenz en Andernach gelegen verbreding van het Rijndal. Aan de noordelijke kant is de uit leisteen bestaande ondergrond uit het Devoon circa 100 meter gedaald, aan de zuidelijke kant ligt de riviergrindafzetting van de oer-Moezel. De drie vanuit de Karmelenberg voortgekomen lavastromen werden afgezet met puimsteen en löss.

## Menselijke activiteit
In de laatste eeuwen werd het vulkanisch gesteente als bouwmateriaal gewonnen. De mens heeft op de Karmelenberg echter al veel langer zijn sporen nagelaten. Op de naburige Schweinskopf ontdekte men resten van de aanwezigheid van Neanderthalers. Niet ver van de Karmelenberg bevindt zich ook de Goloring, een belangrijk monument uit de ijzertijd. Een hoge steile wand in de vulkaan ontstond bij de afbouw in de 20e eeuw.

## Beschermde natuur
Vanaf 7 mei 1981 werd het gebied ter grootte van 10,74 ha. beschermd natuurgebied. Het doel van de bescherming van het gebied is het behoud van de berg voor wetenschappelijke en regionale studiedoeleinden wegens de geologische gesteldheid, het habitat met een zeldzame plantengroei en de bijzondere en karakteristieke landschappelijke schoonheid van het gebied.

## Laan
Naar de Karmelenberg voert een laan met een zeer oud bomenbestand. De laan werd in 1662 aangelegd, tegelijk met de bouw van een kapel op de berg. Van de oorspronkelijk 150 geplante bomen zijn er nog 100 voorhanden. Het betreffen vooral rode beuken, eiken, winterlinden, een enorme zomerlinde, en enkele paardenkastanjes.

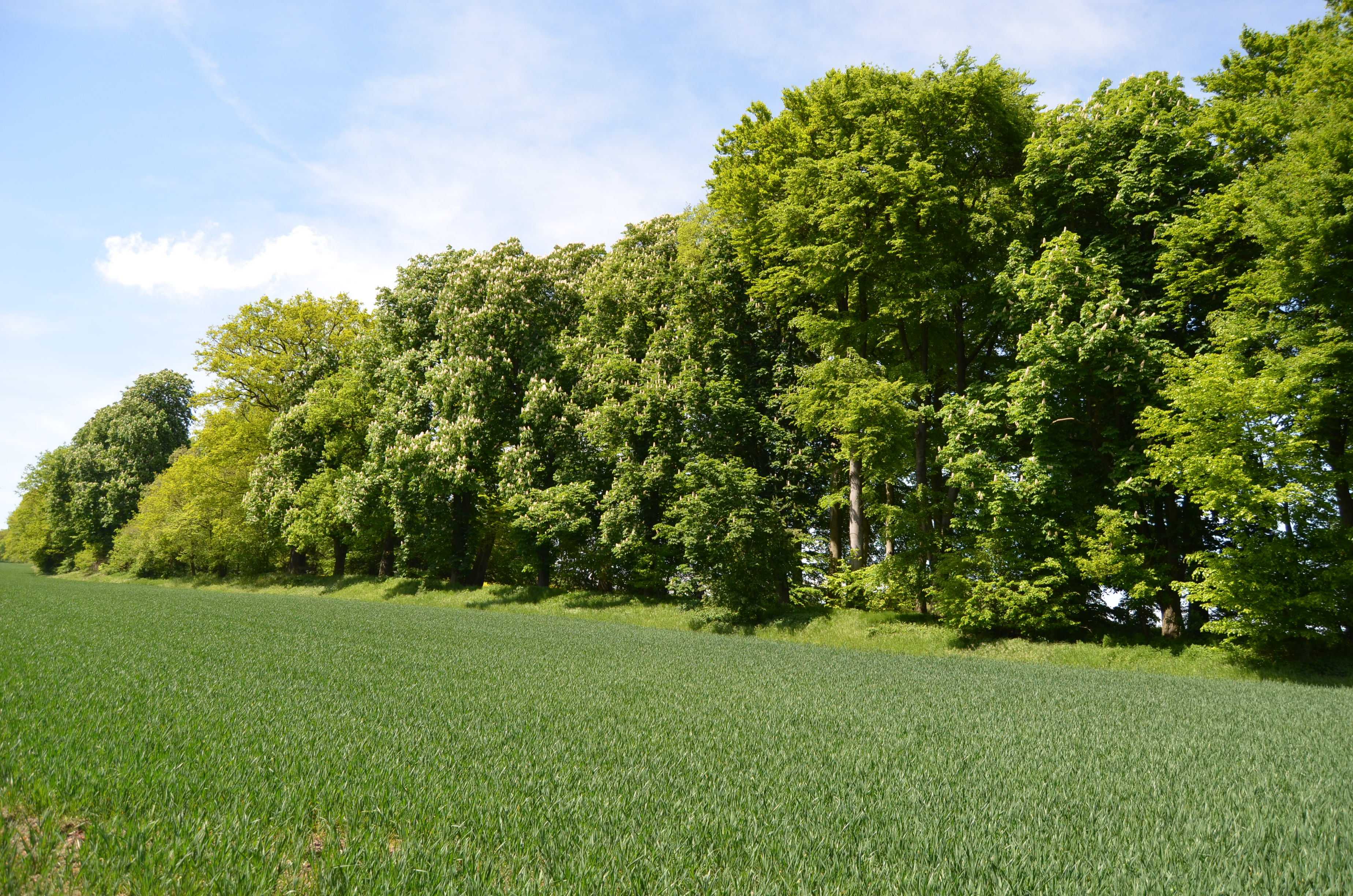
De laan vanaf het veld
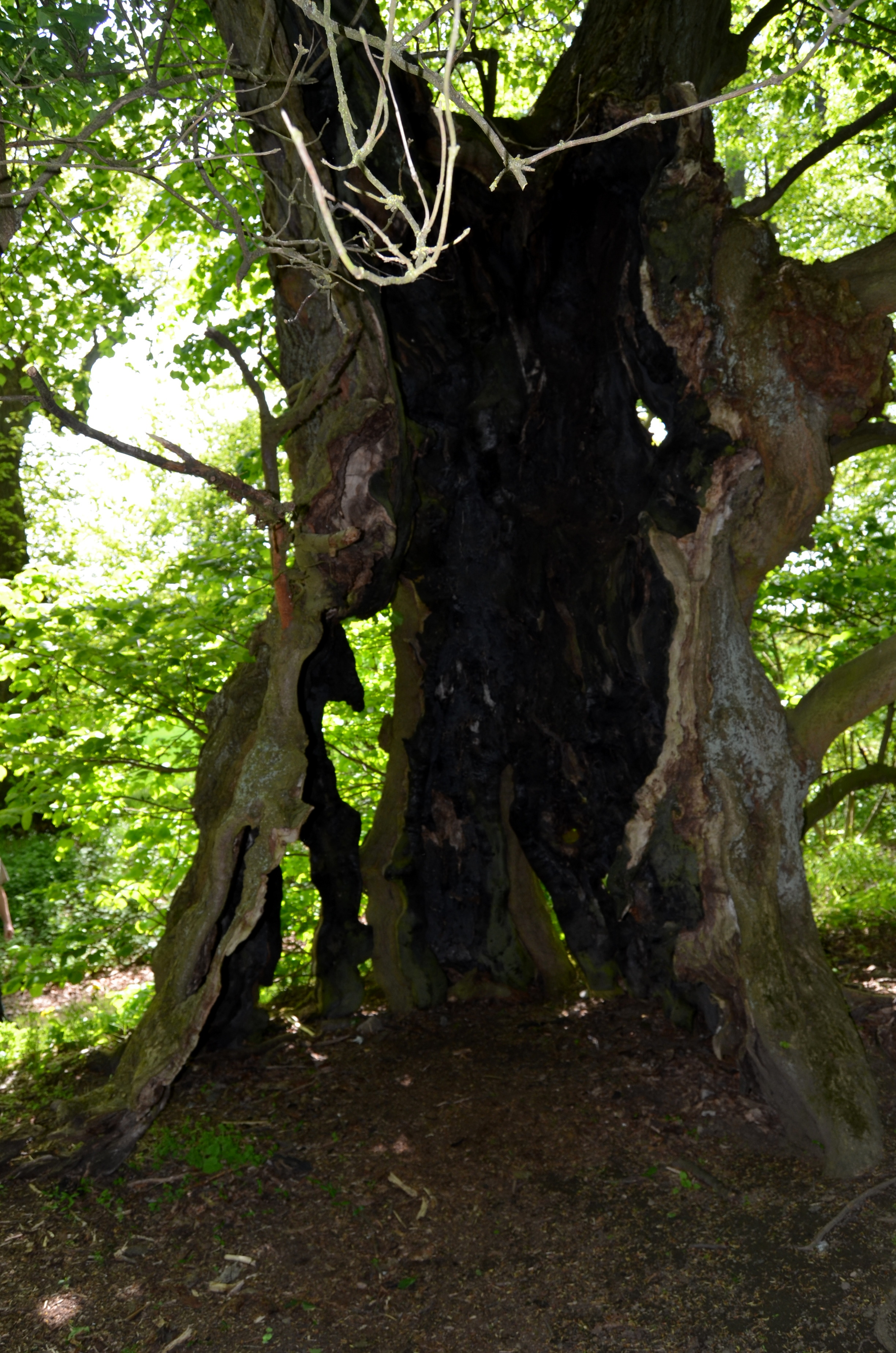
Winterlinde
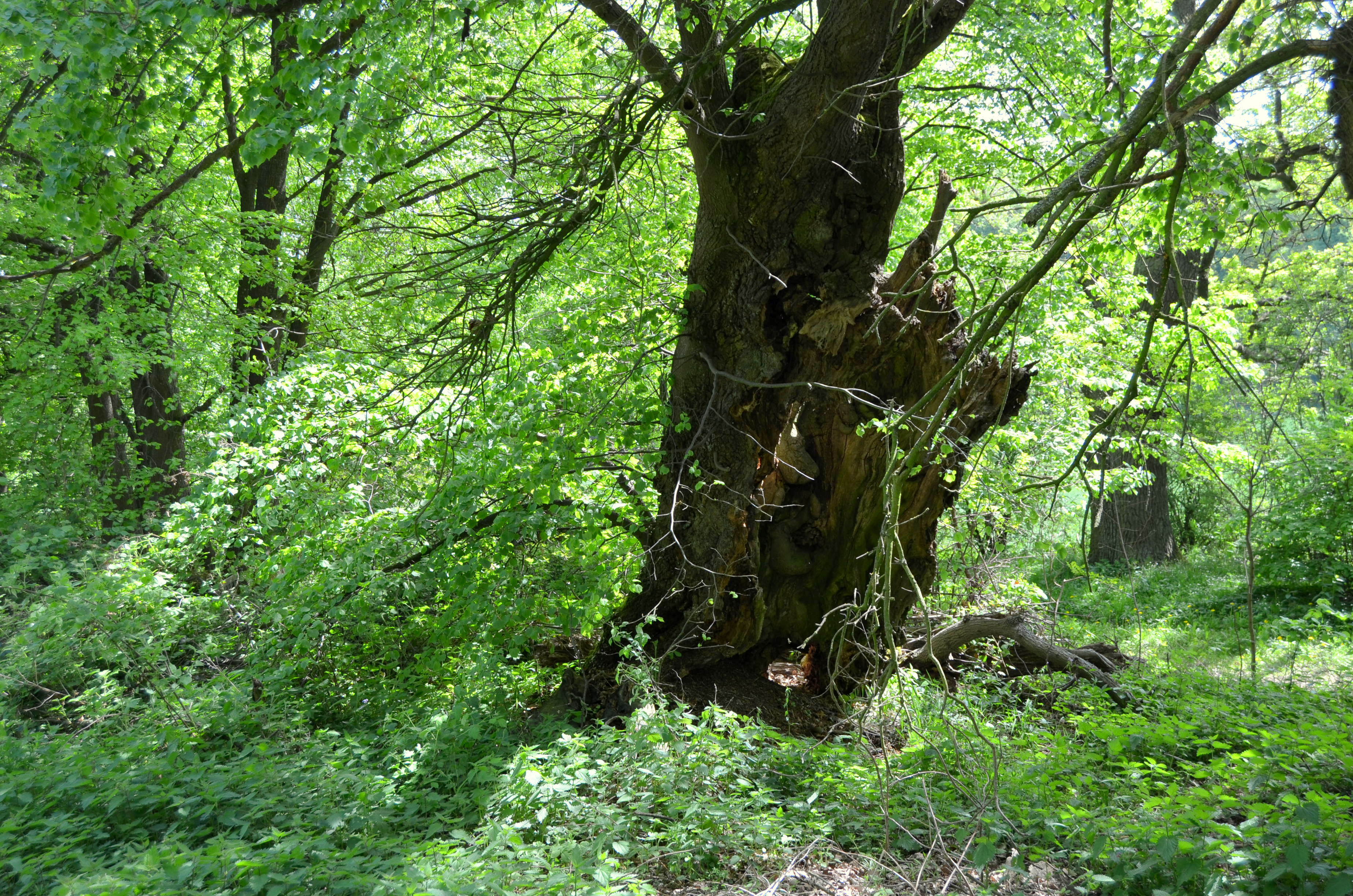
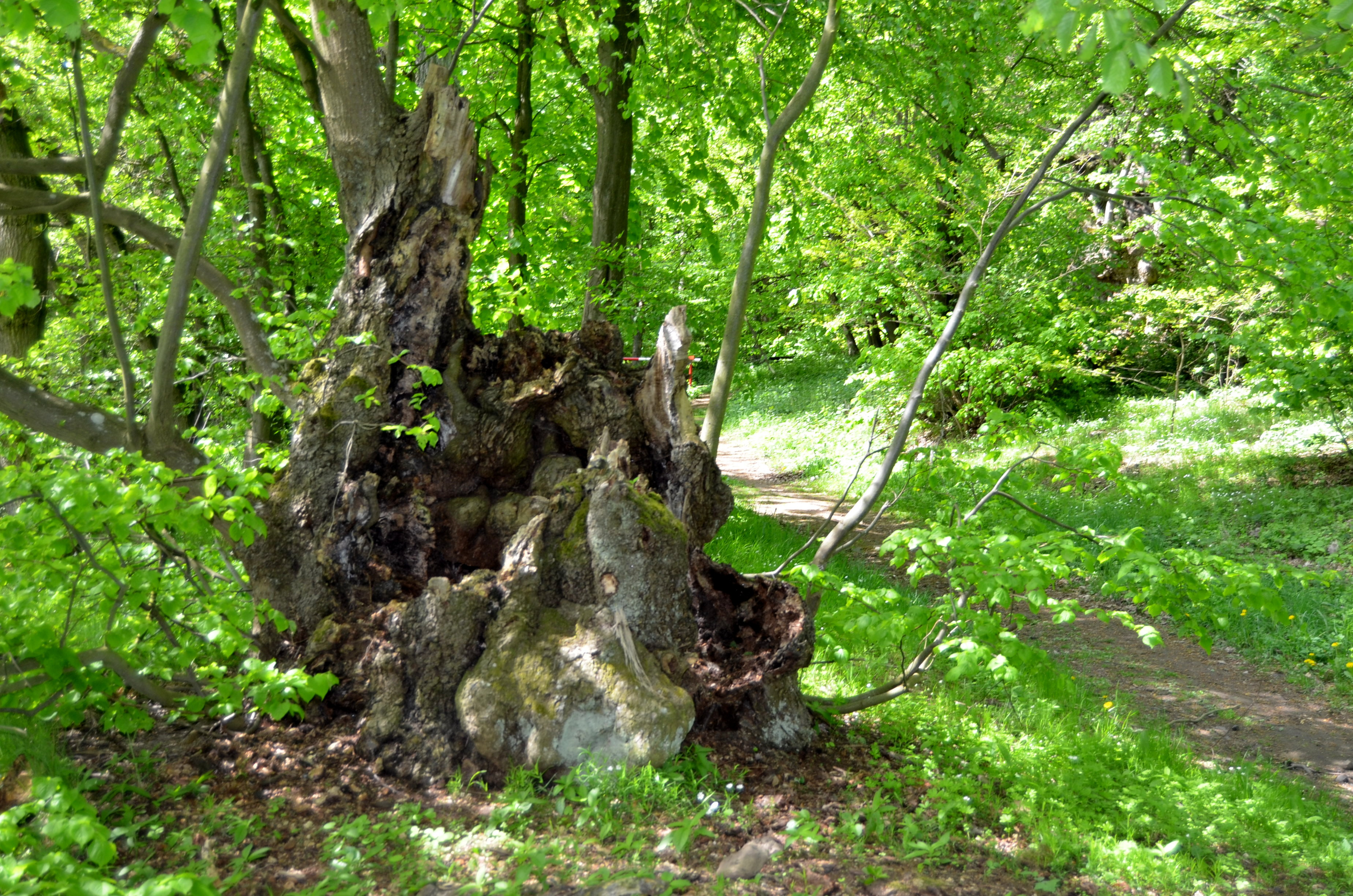
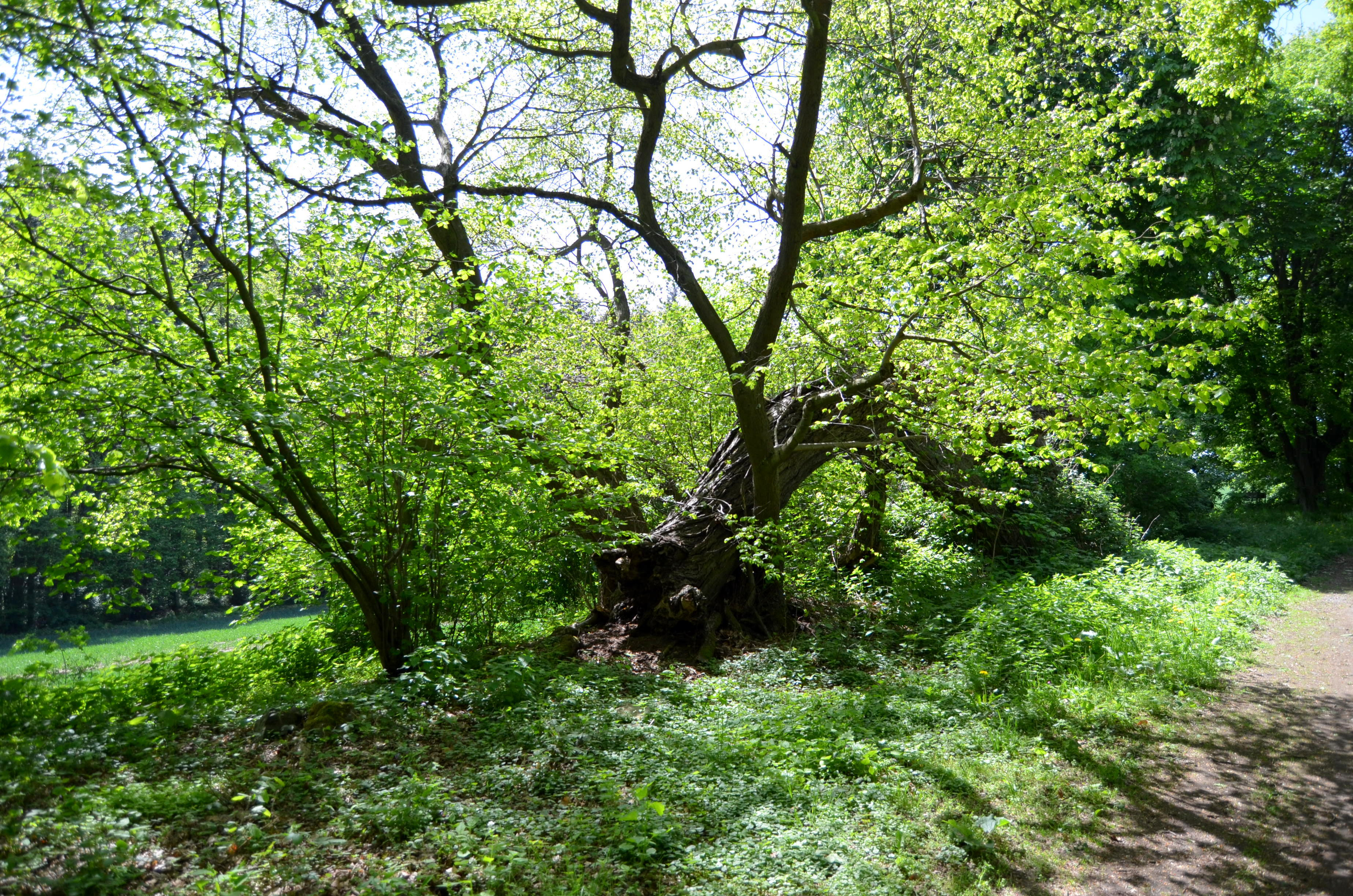